# پارک کیو-چونگ
پارک کیو-چونگ (انگلیسی: Park Kyu-chung; ۲۱ آوریل ۱۹۱۵ – ۲۰۰۰ (۷۵−۷۶ سال)) بازیکن و مربی فوتبال اهل کره جنوبی بود.
وی همچنین در تیم ملی فوتبال کره جنوبی بازی کرده‌است.